# Zwingenberg (Bade-Wurtemberg)
Pour l’article homonyme, voir Zwingenberg.
Zwingenberg est une commune de Bade-Wurtemberg (Allemagne), située dans l'arrondissement de Neckar-Odenwald, dans l'aire urbaine Rhin-Neckar, dans le district de Karlsruhe.